# Jóhann Ragnarsson
Jóhann Ragnarsson (* 15. Oktober 2003) ist ein isländischer Eishockeytorwart, der seit 2023 erneut bei Skautafélag Reykjavíkur in der isländischen Eishockeyliga unter Vertrag steht.

## Karriere
Jóhann Ragnarsson begann seine Karriere als Eishockeytorwart bei Skautafélag Reykjavíkur, wo er bereits als 14-Jähriger in der isländischen Eishockeyliga debütierte. 2021 wechselte er nach Tschechien, wo er zwei Jahre in unterklassigen Mannschaften spielte. 2023 kehrte er nach Reykjavík zurück und wurde 2024 isländischer Meister. Er selbst trug mit der höchsten Fangquote und dem geringsten Gegentorschnitt der Liga maßgeblich dazu bei.

### International
Im Juniorenbereich spielte Jóhann Ragnarsson für Island bei der U18-Weltmeisterschaft der Division III 2019, sowie den U20-Weltmeisterschaften der Division III 2020, als er mit der besten Gegentorrate des Turniers zum Aufstieg der Nordmänner beitrug, und der Division II 2022 und 2023.
Für die isländische Herren-Nationalmannschaft spielte er erstmals bei der Olympiaqualifikation für die Winterspiele in Peking 2022. Es folgten Einsätze bei den Weltmeisterschaften der Division II 2022, als er mit der höchsten Fangquote zum besten Torwart des Turniers gewählt wurde, 2023 und 2024. Zudem vertrat er seine Farben bei der Olympiaqualifikation für die Winterspiele in Mailand 2026.

## Erfolge und Auszeichnungen
- 2024 Isländischer Meister mit Skautafélag Reykjavíkur
- 2024 Höchste Fangquote und geringster Gegentorschnitt der isländischen Eishockeyliga

### International
- 2020 Geringster Gegentorschnitt bei der U20-Weltmeisterschaft der Division III
- 2022 Aufstieg in die Division II, Gruppe A, bei der Weltmeisterschaft der Division II, Gruppe B
- 2022 Bester Torhüter und höchste Fangquote der Weltmeisterschaft der Division II, Gruppe B